# Vlada Barzin
Vlada Barzin (n. 19 august 1940, Gelu, județul Timiș, România – d. 6 iunie 2006, Timișoara, România) a fost un poet și contabil sârb.

## Biografie
Vlada Barzin s-a născut pe 19 august 1940, în satul Gelu, județul Timiș. A fost de meserie contabil, dar a trăit toată viața pentru poezie.
A debutat cu poeme (Oda pământului) în ziarul Pravda (Dreptate), în anul 1967; în volum a debutat în 1975, cu poezii în limba sârbă (Când plesnesc mugurii).
Au urmat volumele Fluxuri stelare (1979), Comori de neprețuit (1983), Neliniștitele întinderi de vis (1988). A publicat și o carte de poezie în limba română - Nemuririle ierbii, la Editura "Facla", în 1984, iar volumul Atlantida, la Edtura "Hestia", în 1992, fiind tradus de Carmen Blaga și Lucian Alexiu.
Ultima carte a lui Vlada Barzin, Apus (2001), a fost o selecție din opera sa poetică, adăugându-i-se câteva poezii inedite.
Poezia lui a fost publicată în Serbia și Ungaria, în diverse antologii, dar și în reviste și ziare. Un loc deosebit îl ocupă traducerea poeziei lui în limbile minorităților naționale din România. Despre el au scris mulți dintre confrații săi și colegii lui scriitori români, precum Lucian Alexiu și Eugen Dorcescu.
Opera lui Vlada Barzin a fost apreciată și confirmată prin câteva premii oferite de confrații săi din Banatul românesc, dintre care amintesc Premiul revistei Knijevni jivot (fond literar Vladimir Ciokov) pentru volumul de versuri Jurământul întinderilor (1987). A fost unul dintre fondatorii cercului literar Krila (Aripi), în satul său natal, unde a trăit cel mai mult timp, scriind și practicându-și meseria.